# Federico Corner (imprenditore)
Federico Corner (Venezia, prima metà del XIV secolo – 1382) è stato un imprenditore, politico e diplomatico italiano.

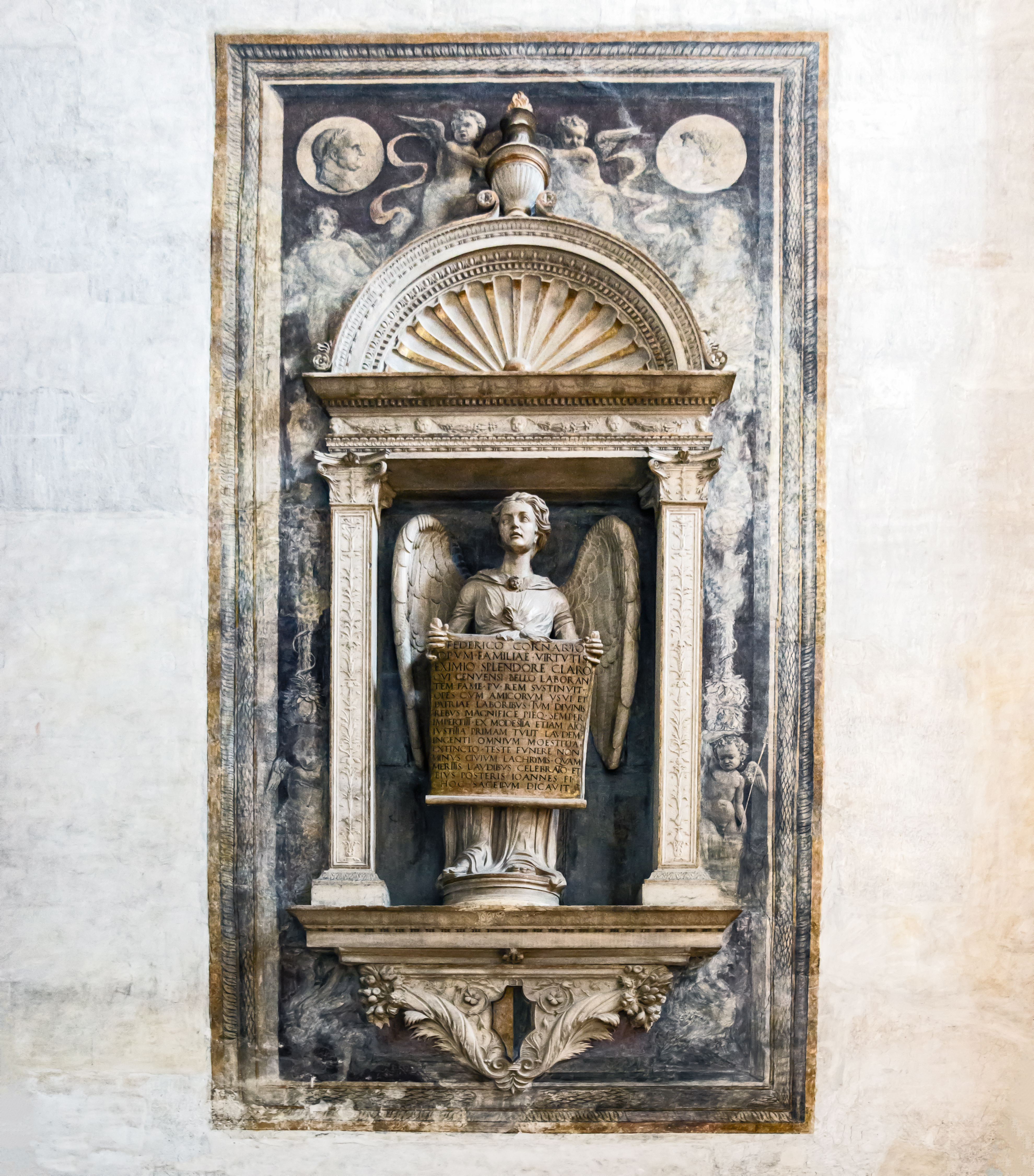
Monumento a Federico Corner nella Basilica di Santa Maria Gloriosa dei Frari

Fu il proprietario del palazzo, poi Loredan, che si affaccia sul Canal Grande e che oggi è una delle sedi del Municipio. Fin da prima della guerra di Chioggia i suoi traffici lo avevano reso ricchissimo e gli avevano dato il controllo economico dell'isola di Cipro.